# Idre distrikt
Idre distrikt er et svensk folkeregisterdistrikt i Älvdalens kommune og Dalarnas län.
Distriktet ligger i og omkring Idre i den nordvestlige del af Dalarna, og det grænser op til Norge. En mindre del af distriktet (området omkring Storfjäten) ligger i Härjedalen.
Distriktet blev opretter den 1. januar 2016. og det omfatter det tidligere Idre Sogn. Det har den samme udstrækning som Idre Menighed (församling) havde ved årsskiftet 1999/2000.

## Tätorter og småorter
I Idre distrikt findes en tätort, men ingen småorter.

### Tätorter
- Idre

61°51′23″N 12°43′33″Ø / 61.85644°N 12.72581°Ø